# Municipio de Montrose (Míchigan)
El municipio de Montrose (en inglés: Montrose Township) es un municipio ubicado en el condado de Genesee en el estado estadounidense de Míchigan. En el año 2010 tenía una población de 6224 habitantes y una densidad poblacional de 69,37 personas por km².

## Geografía
El municipio de Montrose se encuentra ubicado en las coordenadas 43°10′48″N 83°52′10″O / 43.18000, -83.86944. Según la Oficina del Censo de los Estados Unidos, el municipio tiene una superficie total de 89.73 km², de la cual 88,7 km² corresponden a tierra firme y (1,14 %) 1,02 km² es agua.

## Demografía
Según el censo de 2010, había 6224 personas residiendo en el municipio de Montrose. La densidad de población era de 69,37 hab./km². De los 6224 habitantes, el municipio de Montrose estaba compuesto por el 95,42 % blancos, el 1,69 % eran afroamericanos, el 0,59 % eran amerindios, el 0,13 % eran asiáticos, el 0,48 % eran de otras razas y el 1,69 % eran de una mezcla de razas. Del total de la población el 2,54 % eran hispanos o latinos de cualquier raza.